# República (São Paulo)
República est un district situé dans la région centrale de la ville de São Paulo, à l'ouest de la Praça da Sé, point zéro de la ville. Il forme, avec le district de la Sé, le centre historique de São Paulo.
Certains des endroits les plus célèbres de la ville s'y trouvent, tels que la place de la République, le Conseil municipal de São Paulo, le Theatro Municipal, la Bibliothèque municipale Mário de Andrade, l'Obélisque du Piques, le Palais de la Poste, les avenues Ipiranga et São João et le largo do Arouche.
Il est desservi par la ligne 3-Rouge et la ligne 4-Jaune du métro de São Paulo.

## Formation
Les origines du district remontent à la première expansion effective du noyau principal de la municipalité à partir de sa colline centrale (le Centre Vieux, qui occupe aujourd'hui le district de la Sé) à l'ouest de la rivière Anhangabaú (actuellement Vale do Anhangabaú), surtout durant la seconde moitié du XIXe siècle et les premières décennies du début du XXe siècle. La région de l'actuel district de República s'appellerait alors Centre Nouveau par opposition à la région du « centre vieux ».
À cette fin, l'apparition de la Ladeira do Acu a joué un rôle important, à la fin duquel un petit pont a été construit plus tard qui permettrait la séquence de son itinéraire au-delà des eaux et de la vallée de la rivière susmentionnée. Ce chemin portera plus tard le nom de Rua de São João Batista et correspond aujourd'hui au tronçon central de l'avenida São João, l'une des principales artères de la région centrale de la commune. Un autre point de passage était le Pont do Piques, qui était situé là où se trouve actuellement la praça da Bandeira.
Dès lors, le quartier, essentiellement formé de petites fermes, la plus importante étant celle du maréchal José Arouche de Toledo Rendon, a gagné des rues encore vérifiables dans le tissu urbain, comme Sete de Abril, Colonel Xavier de Toledo, Ypiranga (actuellement avenida Ipiranga), entre autres. Un espace spacieux a également été formé pour que des exercices militaires puissent être pratiqués dans la municipalité, qui donneront plus tard naissance au largo do Arouche, et un autre, qui était un moment amusant pour les habitants de São Paulo à l'époque avec des cavalhadas et des cours : le Largo dos Curros, aujourd'hui Praça da República, qui a donné son nom au quartier.
Dans la limite ouest au sud-ouest de la place de la République, il est formé le quartier de Vila Buarque, établissant des liens avec Higienópolis.

## Limites
- Nord : Avenue Duque de Caxias, Place Júlio Prestes et Rue Mauá/Voie ferrée de la CPTM (Ligne 7 et Ligne 10).
- Est : Avenue Prestes Maia, Vale do Anhangabaú, Place da Bandeira et Avenue Vinte e Três de Maio.
- Sud : Liaison Est-Ouest.
- Ouest : Liaison Est-Ouest, Rue João Guimarães Rosa/Place Roosevelt, Rue Amaral Gurgel/Voie élevée Presidente João Goulart, Largo do Arouche et Avenue Duque de Caxias.

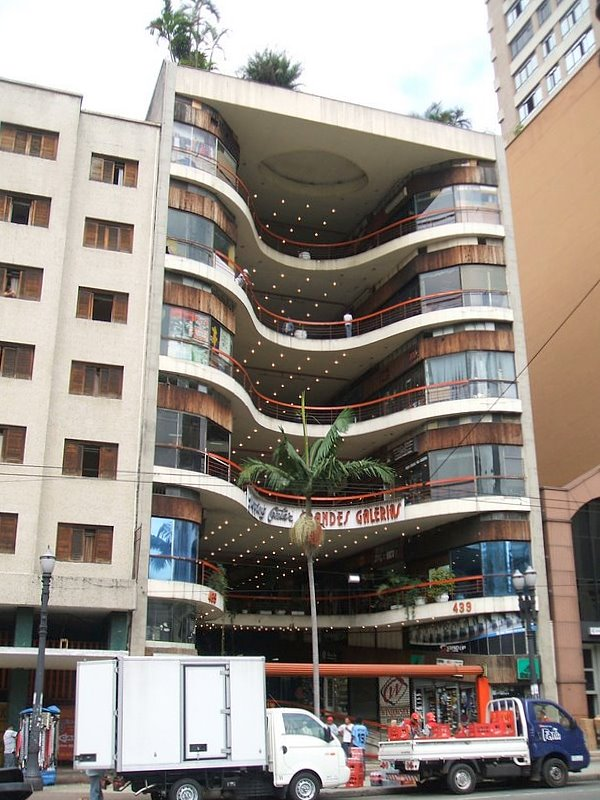
La Galeria do Rock, située dans le quartier.

### Districts limitrophes
- Santa Cecilia (Nord-ouest).
- Bom Retiro (Nord).
- Sé (Est).
- Bela Vista (Sud/Sud-ouest).
- Consolação (Ouest).